# Rosiana Coleners
Rosiana Coleners (Dendermonde, rond 1500 - Dendermonde, 1560 of na 1571) was een Zuid-Nederlandse dichteres.
In haar tijd was Coleners bevriend met Anna Bijns en Lucas d'Heere. Slechts een gedicht van Coleners is bewaard gebleven, omdat het door Lucas d'Heere later werd gedrukt in Den Hof ende Boomgaerd der Poësien. Het was een reactie op een gedicht van d'Heere dat gericht was tot "d'exellente Rosiane". Zij antwoordde hierop:
Ghy schrijft tot een die simpel is in de Practicque,
Onwijs, aerme gheboren, en noch niet riicke
Het bestaan van ander werk is overgeleverd door de rederijkers van Dendermonde, hoewel geen fragmenten bewaard zijn gebleven. Van Coleners wordt beweerd dat zij zelf niet kon schrijven en lezen en haar gedichten dicteerde.